# 夏の色のノスタルジア
『夏の色のノスタルジア』（なつのいろののすたるじあ）は、2015年1月30日にMOONSTONEより発売された18禁美少女アドベンチャーゲーム。

## あらすじ
主人公・折口諒人と妹の美羽は3年ぶりに生まれ故郷の灰土町に戻って5月という半端な時期に、ひまわり学園へと転入してかつて仲良しだった女の子たちと3年ぶりに再会して諒人は少女たちが抱く闇と愛に触れることになる。

## 登場人物
折口 諒人 （おりくち りょうと）
本作の主人公。
真鶴 みさき （まなづる みさき）
声 - 北坂利亜
身長：158cm　 BWH：B86/ W59/ H85
真乗寺 文音 （しんじょうじ あやね）
声 - 南里一花
身長：160cm　 BWH：B88/ W61/ H90
主人公の幼馴染で一つ年上。摩庭祥子の家でメイドとして働いている。
折口 美羽 （おりくち みう）
声 - 春日アン
身長：156cm　 BWH：B84/ W57/ H85
兄を何よりも大切にしている主人公の双子の妹。
摩庭 祥子 （まにわ しょうこ）
声 - 八尋まみ
身長：152cm　 BWH：B81/ W55/ H80
飼育部に所属する寡黙で掴み所のない少女。

## テーマ曲
- 主題歌
  - 「ノスタルジア」
  - 作詞：天ヶ咲麗
  - 作編曲：iyuna
  - 歌：solfa feat.霜月はるか